# Периодевты
Периодевты — должностные лица в древней восточной церкви (IV век) в сане пресвитеров, имевшие обязанностью обозревать приходские церкви данной епархии, наблюдать за состоянием веры и заботиться о нравственном преуспевании паствы. 
По мнению одних, периодевты имели свои церкви и приходы, подобно хорепископам, взамен которых были учреждены, и отнюдь не были странствующими или переходными надзирателями над церквами. По мнению других, основанному на значении слова περιοδέυειν (буквально — обходить, надзирать), это были пресвитеры, не имевшие собственных приходов, но состоявшие при епископе для исполнения его поручений и от времени до времени отправлявшиеся для обозрения церквей, ему подведомственных. 
Со времени учреждения в V веке экзархов при Константинопольском патриархате юрисдикция периодевтов сократилась; они ограничивались наставлением новообращающихся, отличаясь от огласителей лишь тем, что последние учили в одном месте, при одной какой-либо церкви, а периодевты ходили с проповедью в пределах епархии с места на место. Впервые периодевты упоминаются в 364 году в 57-м правиле Лаодикийского собора.